# Genèse de Cotton

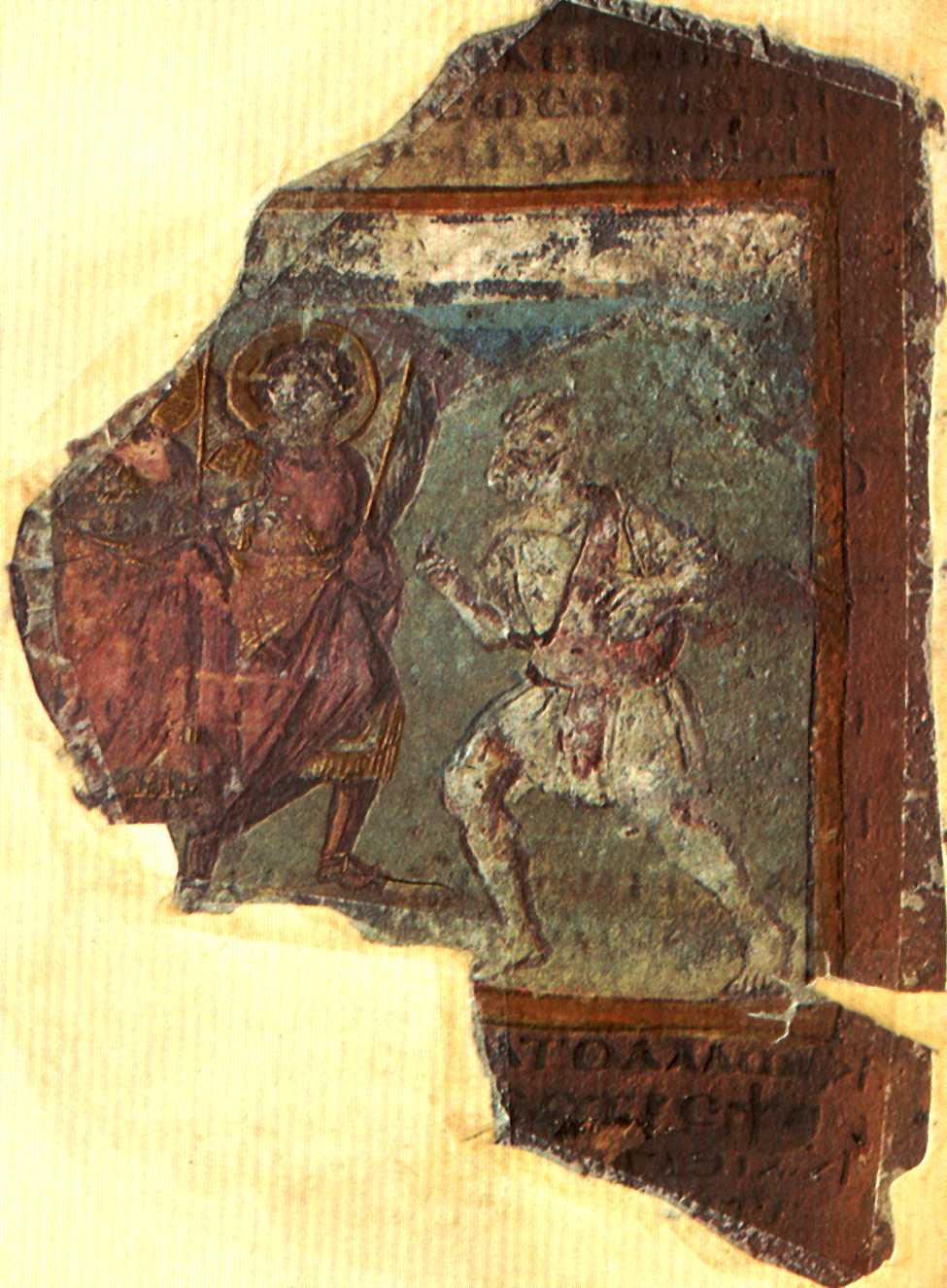
Folio 26v de la Genèse de Cotton avec une miniature d'Abraham rencontrant des Anges.

La Genèse de Cotton est un manuscrit enluminé du Ve siècle ou du VIe siècle du Livre de la Genèse en grec. C'était un manuscrit luxueux comportant de nombreuses miniatures, et l'un des plus anciens codices à avoir été transmis jusqu'à l'époque moderne. Il fut en grande partie détruit dans l'incendie de la bibliothèque Cotton en 1731 : seuls 18 fragments brûlés du vellum survécurent à cet accident. D'après les restes du manuscrit, il comportait plus de 440 pages et environ 340 illustrations encadrées et insérées dans les colonnes du texte.
Les miniatures sont réalisées dans le style antique tardif propre aux catacombes romaines. Herbert Kessler et Kurt Weitzmann ont émis l'hypothèse que le manuscrit avait été produit à Alexandrie, parce qu'il montre des caractéristiques stylistiques communes avec d'autres œuvres alexandrines telles que le Papyrus du Cocher.
La Genèse de Cotton fut utilisée dans les années 1220 comme modèle pour la réalisation des 110 scènes de mosaïques de l'atrium dans la Basilique Saint-Marc de Venise : le manuscrit avait été rapporté de Constantinople en 1204 dans le butin pris pendant la quatrième croisade. Le manuscrit fut par la suite acheté par Sir Robert Cotton au XVIIe siècle.